# Louis Maxson
Louis Maxson (n. 2 iulie 1855, California, SUA – d. 2 iulie 1916, Baltimore, America Britanică⁠(d), Regatul Marii Britanii) a fost un arcaș ce a reprezentat Statele Unite ale Americii, medaliat olimpic. A participat la o ediție a Jocurilor Olimpice (1904) în care a câștigat o medalie de aur.

## Participări
Lista de mai jos prezintă principalele competiții la care a participat Louis Maxson de-a lungul carierei.
- archery at the 1904 Summer Olympics – men's team round[*]